# Museumvereniging
De Museumvereniging (MV) is een vereniging van Nederlandse musea. Ruim vijfhonderd musea zijn bij de vereniging aangesloten.
De Nederlandse Museumvereniging richt zich op de belangenbehartiging en de professionalisering van haar leden en het bevorderen van museumbezoek. Zij faciliteert de Stichting Museumregister Nederland (die musea een status van erkenning verschaft) en de Ethische Codecommissie voor Musea. Verder sluit de Museumvereniging de "Museum CAO" af.
De Museumvereniging is via de Stichting Museumkaart verantwoordelijk voor de uitgave van de Museumkaart, waaraan ongeveer 400 van de 500 leden van de vereniging meedoen. Houders van de kaart hebben gedurende een jaar toegang tot deze musea. Tevens is de vereniging verantwoordelijk voor de organisatie van het Nederlandse Museumweekend.
In 1926 werd de Nederlandse Museumvereniging (NMV) opgericht als een vergadering van museumdirecteuren. In 2003 werd de Stichting Museumkaart geïntegreerd in de NMV. In 2006 groeide de organisatie uit tot overkoepelende organisatie van Nederlandse musea. De NMV was georganiseerd in tien vakinhoudelijke secties, die studiedagen en workshops organiseerde.
Daarnaast was er de Vereniging van Rijksmusea (VRM). De beide koepelorganisaties zijn per januari 2014 gefuseerd tot De Museumvereniging, met de juriste Irene Asscher-Vonk als eerste voorzitter.